# Dibrometo de 3-Carbpicoliniloxi
Dibrometo de 3-Carbpicoliniloxi é um agente químico sintético de formulação C34H58Br2N6O4. É um potente agente nervoso de uso terapêutico.       